# Пирдоп (община)
Община Пирдоп се намира в Западна България и е една от съставните общини на Софийска област.

## География

### Географско положение, граници, големина
Общината се намира в източната част на Софийска област. С площта си от 152,435 km2 е 16-а по големина сред 22-те общини на областта, което съставлява 2,15% от територията на областта. Границите ѝ са следните:
- на север – община Тетевен, Област Ловеч;
- на изток – община Антон;
- на югоизток – община Копривщица;
- на юг – община Панагюрище, Област Пазарджик;
- на запад – община Златица.

### Природни ресурси

#### Релеф
Релефът на общината е равнинен, средно и високо планински, като територията ѝ попада в пределите на Стара планина, Задбалканските котловини и Средна гора.
Северният район на община Пирдоп се заема от южните склонове на Златишко-Тетевенска планина (съставна планина на Средна Стара планина). В нея, на границата с община Тетевен се издига най-високата ѝ точка – безименен връх, висок 2029,1 m. Южно от планината се простират от най-ниските и равни части на Златишко-Пирдопската котловина, по южната периферия на която протича река Тополница и в нейното корито, на границата с община Златица се намира най-ниската точка на община Пирдоп – 690 m н.в.
Южната половина на общината се заема от северните склонове на Същинска Средна гора, като от билото на планината на север, между левите притоци на река Тополница се простират дълги и тесни ридове, които достигат до левия бряг на реката. Тук най-високата точка е връх Урсолица 1441,5 m, разположен на билото на планината, на границата с община Копривщица.

#### Води
Основна водна артерия на община Пирдоп е река Тополница (ляв приток на Марица), която протича и през нея с част от горното си течение по южната периферия на Златишко-Пирдопската котловина. Нейни основни притоци са реките: Куфорща (ляв), Манина река (десен), Граматик (десен), Рорач (ляв) и Бобевица (ляв). По нейното течение на територията на община Пирдоп са изградени язовирите „Душанци“ и „Жеков вир“ и голямото хвостохранилище на рудник „Асарел-Медет“.

## Население

### Етнически състав (2011)
Численост и дял на етническите групи според преброяването на населението през 2011 г.:
|                     | Численост | Дял (в %) |
| Общо                | 8293      | 100,00    |
| Българи             | 7330      | 88,39     |
| Турци               | 65        | 0,78      |
| Цигани              | 254       | 3,06      |
| Други               | 17        | 0,20      |
| Не се самоопределят | 18        | 0,22      |
| Неотговорили        | 609       | 7,34      |

### Възрастов състав
| Население по възрастови групи към септември 2021 година | Население по възрастови групи към септември 2021 година | Население по възрастови групи към септември 2021 година | Население по възрастови групи към септември 2021 година | Население по възрастови групи към септември 2021 година | Население по възрастови групи към септември 2021 година | Население по възрастови групи към септември 2021 година | Население по възрастови групи към септември 2021 година | Население по възрастови групи към септември 2021 година | Население по възрастови групи към септември 2021 година | Население по възрастови групи към септември 2021 година | Население по възрастови групи към септември 2021 година | Население по възрастови групи към септември 2021 година | Население по възрастови групи към септември 2021 година | Население по възрастови групи към септември 2021 година | Население по възрастови групи към септември 2021 година | Население по възрастови групи към септември 2021 година | Население по възрастови групи към септември 2021 година | Население по възрастови групи към септември 2021 година |
| ------------------------------------------------------- | ------------------------------------------------------- | ------------------------------------------------------- | ------------------------------------------------------- | ------------------------------------------------------- | ------------------------------------------------------- | ------------------------------------------------------- | ------------------------------------------------------- | ------------------------------------------------------- | ------------------------------------------------------- | ------------------------------------------------------- | ------------------------------------------------------- | ------------------------------------------------------- | ------------------------------------------------------- | ------------------------------------------------------- | ------------------------------------------------------- | ------------------------------------------------------- | ------------------------------------------------------- | ------------------------------------------------------- |
| Общо                                                    | 0 – 4                                                   | 5 – 9                                                   | 10 – 14                                                 | 15 – 19                                                 | 20 – 24                                                 | 25 – 29                                                 | 30 – 34                                                 | 35 – 39                                                 | 40 – 44                                                 | 45 – 49                                                 | 50 – 54                                                 | 55 – 59                                                 | 60 – 64                                                 | 65 – 69                                                 | 70 – 74                                                 | 75 – 79                                                 | 80 – 84                                                 | 85+                                                     |
| 7281                                                    | 313                                                     | 301                                                     | 322                                                     | 290                                                     | 343                                                     | 354                                                     | 476                                                     | 485                                                     | 497                                                     | 519                                                     | 580                                                     | 615                                                     | 511                                                     | 425                                                     | 442                                                     | 326                                                     | 262                                                     | 220                                                     |

### Движение на населението (1934 – 2021)
| Община Пирдоп                                 | Община Пирдоп | Община Пирдоп | Община Пирдоп | Община Пирдоп | Община Пирдоп | Община Пирдоп | Община Пирдоп | Община Пирдоп | Община Пирдоп | Община Пирдоп | Община Пирдоп |
| --------------------------------------------- | ------------- | ------------- | ------------- | ------------- | ------------- | ------------- | ------------- | ------------- | ------------- | ------------- | ------------- |
| Година                                        | 1934          | 1946          | 1956          | 1965          | 1975          | 1985          | 1992          | 2001          | 2011          | 2021          |               |
| Население                                     | 4579          | 4936          | 6776          | 9559          | 10801         | 1102          | 9579          | 9352          | 8293          | 7281          |               |
| Източници: Национален Статистически Институт, |               |               |               |               |               |               |               |               |               |               |               |

### Населени места
Общината има 2 населени места с общо население 7281 жители към 7 септември 2021 г.
| Населено място    | Преброяване (от септември 2021) | По настоящ адрес (ГРАО от 15 септември 2022) | Площ (km²) | Гъстота (д/km²) |
| ----------------- | ------------------------------- | -------------------------------------------- | ---------- | --------------- |
| Душанци           | 691                             | 695                                          | 62,287     | 11.16           |
| Пирдоп            | 6590                            | 6739                                         | 90,148     | 74.75           |
| Общо за общината: | 7281                            | 7434                                         | 152,44     | 48.77           |

## Административно-териториални промени
- Указ № 313/обн. 17.02.1978 г. – обединява гр. Златица и гр. Пирдоп в едно ново населено място – гр. Средногорие;
- Указ 250/обн. 12.08.1991 г. – заличава община Средногорие и на нейната територия създава Община Антон, община Златица, община Мирково, Община Пирдоп, община Чавдар и община Челопеч;

– заличава гр. Средногорие и възстановява кварталите му Златица и Пирдоп като отделни населени места – гр. Златица и гр. Пирдоп.

## Транспорт
През територията на общината, от запад на изток, на протежение от 6,4 km преминава участък от трасето на жп линията София – Карлово – Бургас от Железопътната мрежа на България.
През общината преминава участък от 7 km от Републикански път I-6 (от km 204,5 до km 211,5) от Републиканската пътна мрежа на България.

## Топографска карта
- Лист от карта K-35-37. Мащаб: 1 : 100 000.
- Лист от карта K-35-49. Мащаб: 1 : 100 000.